# Johann Adolph Bino
Johann Adolph Bino, var en svensk sångare.

## Biografi
Johann Adolph Bino var från 1663 till 1668 diskantist vid hovet. Han blev 1666 sångare vid Magnus Gabriel De la Gardies hovkapell och 1670 hovkapellist i Stockholm. Bino arbetade från 1673 till 1678 som sångare och musikant i Jacobs kyrka i Stockholm.